# Orikon
Orikon – kolonia Eretrii w okręgu południowej Ilirii zwanym Abatis. Założona w roku 730 p.n.e. przez część Eretryjczyków usuniętych z Korkyry przez Korynt. Do osiadłych w Orikon Eretryjczyków przyłączyli się Lokrowie.